# Liste der Kulturgüter in Campo (Vallemaggia)
Die Liste der Kulturgüter in Campo (Vallemaggia) enthält alle Objekte in der Gemeinde Campo (Vallemaggia) im Kanton Tessin, die gemäss der Haager Konvention zum Schutz von Kulturgut bei bewaffneten Konflikten, dem Bundesgesetz vom 20. Juni 2014 über den Schutz der Kulturgüter bei bewaffneten Konflikten sowie der Verordnung vom 29. Oktober 2014 über den Schutz der Kulturgüter bei bewaffneten Konflikten unter Schutz stehen.
Objekte der Kategorien A und B sind vollständig in der Liste enthalten, Objekte der Kategorie C fehlen zurzeit (Stand: 1. Januar 2023).

## Kulturgüter
| Foto |                                                                                                 | Objekt | Kat. | Typ | Standort                   | Beschreibung |
| ---- | ----------------------------------------------------------------------------------------------- | --- | ---- | --- | -------------------------- | ------------ |
| ja   | Datei hochladen · Wikidata zu Pedrazzini-Häuser und Oratorium San Giovanni Battista (Q29527131) | Pedrazzini-Häuser und Oratorium San Giovanni Battista / Case Pedrezzini e Oratorio di San Giovanni Battista KGS-Nr.: 05361 | A    | G   | Campo 681389 / 126957      |              |
| ja   | Datei hochladen · Wikidata zu Pfarrkirche San Bernardo (Q3669661)                               | Pfarrkirche San Bernardo / Chiesa parrocchiale di San Bernardo KGS-Nr.: 05362                                              | A    | G   | Capüsc 681691 / 126889     |              |
| BW   | Datei hochladen · Wikidata zu Kirche Santa Maria Assunta (Q29884122)                            | Kirche Santa Maria Assunta / Chiesa di Santa Maria Assunta KGS-Nr.: 05363                                                  | B    | G   | Cimalmotto 680964 / 126306 |              |
| BW   | Datei hochladen · Wikidata zu Aufgeständerter Kornspeicher (Q29884124)                          | Aufgeständerter Kornspeicher / Granaio su sostegni KGS-Nr.: 05364                                                          | B    | G   | Cimalmotto 680944 / 126304 |              |
| BW   | Datei hochladen · Wikidata zu Aufgeständerter Kornspeicher (Q29884127)                          | Aufgeständerter Kornspeicher / Granaio su sostegni KGS-Nr.: 05365                                                          | B    | G   | Niva 684169 / 127284       |              |
| ja   | Datei hochladen · Wikidata zu Kreuzweg mit Oratorium Santa Maria Addolorata (Q29884129)         | Kreuzweg mit Oratorium Santa Maria Addolorata / Via Crucis con oratorio di Santa Maria Addolorata KGS-Nr.: 05366           | B    | G   | Campo 681481 / 126945      |              |